# Rudi Thurow
Rudi Thurow (* 16. August 1937 in Leipzig; † 9. Januar 2022 in Berlin) war ein DDR-Grenzpolizist, der 1962 nach West-Berlin floh und anschließend als Fluchthelfer von Ost- nach West-Berlin aktiv und Ziel eines geplanten Mordanschlags der DDR-Staatssicherheit war.

## Leben
Rudi Thurow meldete sich 1955 freiwillig zur DDR-Grenzpolizei, 1960 trat er der SED bei.

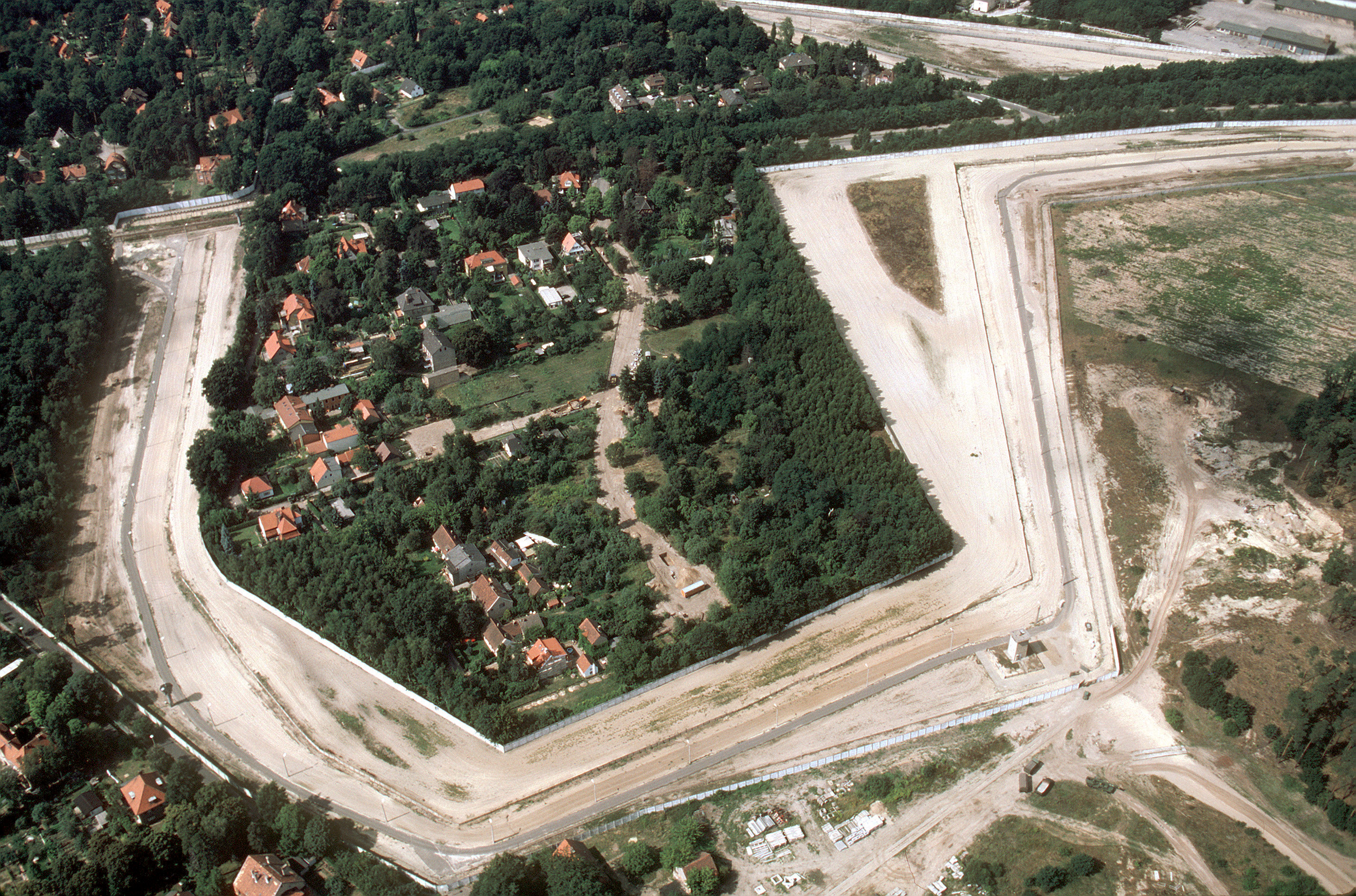
Die Enklave Steinstücken, Luftaufnahme mit Ort und Berliner Mauer von 1989 aus südöstlicher Richtung

Als er von den Fluchtplänen einiger seiner Bekannter erfuhr, zeigte er diese nicht an, sondern fasste selbst den Entschluss, die DDR zu verlassen. Er sprach die Bekannten an und es wurde ein Grenzdurchbruch mit einem Lastwagen geplant. Der Termin sollte der 21. Februar 1962 sein, an einem Abschnitt der Grenze zu West-Berlin, an dem Thurow selbst an diesem Tag Dienst hatte. Um bei der Flucht jede Gefahr auszuschließen, entfernte Thurow die Verschlüsse der Maschinenpistolen der Grenzposten. Als diese Manipulation entdeckt und Alarm gegeben wurde, musste der Plan geändert werden. Thurow führte die Flüchtlinge zu Fuß und in Uniform an die Grenze. Grenzposten, die ihm begegneten, befahl er an einen anderen Einsatzort und begründete das mit einem Alarm. Beim Grenzübertritt wurde die Gruppe bemerkt und es kam zu einem Schusswechsel, bei dem jedoch niemand verletzt wurde. Fluchtziel war Steinstücken, eine zu West-Berlin gehörende Exklave. Von dort wurden die Flüchtlinge durch amerikanische Hubschrauber nach West-Berlin geflogen.
1963 wurde von der Hauptabteilung I (HA 1) des Ministeriums für Staatssicherheit die Ermordung Thurows vom damaligen Leiter der HA 1, Karl Kleinjung, geplant. Die Durchführenden sollten die Geheimen Mitarbeiter „Bodo Krause“, „Kurt Luft“ und „Maxim Dams“ sein. Mehrere Versuche schlugen fehl. 1972 wurde der Plan aufgegeben, weil einer der Männer für den Einsatz nicht mehr zur Verfügung stand.
Bis 1966 war Thurow als Fluchthelfer von Ost- nach West-Berlin aktiv. Er berichtete als Zeitzeuge über seine Erfahrungen.

## Ehrungen
- 2012: Verdienstkreuz am Bande der Bundesrepublik Deutschland